# KCT (기업)
주식회사 케이씨티(Korea Computer Terminal, 약칭: KCT)는 대한민국의 단말 시스템 기업으로,본사는 경기도 수원시 권선구 일월천로4번길 7-10 (구운동)에 있다.

## 역사
2002년 한국컴퓨터지주로부터 물적분할하여 설립되었다.

## 같이 보기
- 푸른기술
- 파인디지털
- 키오스크
- 한네트
- 케이씨에스 (기업)